# Völkisch
Völkisch (del alemán: volk, 'pueblo' o 'gente') es una palabra de difícil traducción que tiene las connotaciones de «folclórico» y «populista», asociada al movimiento Völkisch, un movimiento etnonacionalista alemán activo desde finales del siglo XIX hasta la época nazi, con restos en la República Federal de Alemania. Erigido sobre la idea de "sangre y tierra", inspirado en la metáfora de un solo cuerpo (Volkskörper, "cuerpo étnico"; literalmente, "cuerpo del pueblo") y en la idea de comunidades unidas que crecen de forma natural, se caracterizó por el organicismo, el racialismo, el populismo, el agrarismo, el nacionalismo romántico y -como consecuencia de una creciente connotación exclusiva y étnica- por el antisemitismo a partir del siglo XX. Por lo general, los nacionalistas völkisch consideraban a los judíos un "pueblo extranjero" que pertenecía a un Volk ("raza" o "pueblo") diferente a la de los alemanes. Según el historiador James Webb, el término está asociado o tiene connotaciones de «nación» «tribu» y «raza». Además denota una asociación o interés —originado en el romanticismo— con «lo popular» y «lo natural».
El movimiento völkisch no era un conjunto homogéneo de creencias, sino más bien una "subcultura abigarrada" que surgió en oposición a los cambios socioculturales de la modernidad. El "único denominador común" a todos los teóricos de dicho movimiento era la idea de un renacimiento nacional, inspirado en las tradiciones de los antiguos germanos que habían sido "reconstruidas" sobre una base romántica por los seguidores del movimiento. Este renacimiento se habría logrado o bien "germanizando" el cristianismo -una religión abrahámica y "semítica" que se extendió por Europa desde Oriente Próximo- o bien rechazando cualquier herencia cristiana que existiera en Alemania para revivir el paganismo germánico precristiano. En una definición restringida, el término se utiliza para designar únicamente a los grupos que consideran a los seres humanos esencialmente preformados por la "sangre" o por características heredadas. El movimiento no se constituyó unificadamente, sino que fue «una tempestad de creencias, temores y esperanzas» que fueron a menudo «expresadas de manera sentimental». Como sentimiento o sensibilidad, fue probablemente la mayor influencia en el movimiento revolucionario conservador de Alemania, expresión del conservadurismo nacionalista en ese país después de la Primera Guerra Mundial. Sin embargo, es un término complejo. En un sentido estricto, sólo debe ser usado para denotar grupos que consideran que los seres humanos están esencialmente «preformados» por lazos de sangre.
Durante el periodo del Tercer Reich, Adolf Hitler y los nazis creían en una definición del Volk alemán que excluía a los judíos, los romaníes, los testigos de Jehová, los homosexuales y otros grupos calificados como "elementos extranjeros" según los nazis que vivían en Alemania. Sus políticas llevaron a que estos "indeseables" fueran detenidos y asesinados en grandes cantidades, en lo que se conoció como el Holocausto.

## Orígenes en elsigloXIX
El movimiento völkisch traza sus orígenes al nacionalismo romántico, como fue expresado por los románticos tempranos, tales como el filósofo Johann Gottlieb Fichte en sus Discursos a la nación alemana, publicados a partir de 1808, durante las guerras napoleónicas, sobre todo en el discurso octavo: «¿Qué es un Volk, en el sentido más alto del término, y cuál es el amor de la patria?», su respuesta a la pregunta respecto a «qué podría avalar los esfuerzos del individuo noble y su creencia en la eternidad y la inmortalidad de su trabajo», es que solamente puede ser «la especial naturaleza espiritual del ambiente humano, a partir de la cual él mismo, con todo su pensamiento y acción, ha surgido; es decir, las personas de las que él ha descendido y entre las cuales él ha sido formado y ha llegado a ser lo que él es».
El movimiento combinó el interés sentimental y patriótico en el folclore alemán, la historia local y la idea del «volver a la tierra». Este populismo antiurbano tenía mucho en común con la obra de William Morris. El sueño era el de una vida autosuficiente vivida en una relación mística a la tierra. Estas ideas eran una reacción a la enajenación cultural de la Revolución industrial. Sentimientos similares fueron expresados en Estados Unidos durante los años 1930 por los escritores agrupados como Agrarians del Sur.
Richard Wagner, en su La obra de arte del futuro (Das Kunstwerk der Zukunft, Leipzig 1849), tuvo una cierta influencia en el origen de esas ideas, anticipando algunos de los conceptos y desarrollos que, posteriormente lo caracterizaron.
Wagner propone que «así como el hombre se encuentra con la naturaleza, así se presenta el arte para el hombre». El hombre, o más concretamente, el Volk (la comunidad de «hombres que sienten un común y colectivo deseo») crea arte para satisfacer ese deseo. Los que no lo sienten están ajenos al Volk y sólo anhelan un lujo inútil —para Wagner el verdadero arte es lo que viene de las necesidades atávicas del Volk. Sólo cuando ese «lujo» (por el que Wagner implica «bajo entretenimiento» pasándose por verdadero arte— es decir, Grand Opéra y similares) sea abolido por el Volk, podrán unirse para crear las «obras de arte del futuro».
Consecuentemente, el Darsteller (traducido por Ellis como «artista intérprete o ejecutante», pero tal vez el sentido más bien el "proveedor") de la Obra será un colectivo, una «comunión de todos los artistas». En este aspecto comunitario de la Obra del Futuro, Newman ve una anticipación del concepto formativo del Festival de Bayreuth. Obviamente puede también verse como anticipando las comunidades artísticas que surgieron posteriormente.
Además el desarrollo del movimiento völkisch a veces combinaba los aspectos espirituales y esotéricos del ocultismo folklórico a una «idolatría de lo étnico» y un nacionalismo racial, lo que en algunos círculos se vinculó al antisemitismo. Las ideas de los movimientos völkisch también incluyeron principios de anticomunismo, antiinmigración, anticapitalismo y rechazo al parlamentarismo.
No todas las sociedades folklóricas con conexiones al nacionalismo romántico eran de origen germánico: comunidades similares se desarrollaron tanto en Italia como en Suiza, como la de Monte Verità en Ascona, las que abrazaron una mezcla de anarquismo, el comunismo libertario y varias formas del arte bohemio y neopaganismo y en la cual participaron o visitaron frecuentemente personajes tales como Hermann Hesse, Carl Jung, Erich Maria Remarque, Isadora Duncan, Paul Klee o Rudolf Steiner.

## Antes y después de la Primera Guerra Mundial
Un número de movimientos völkisch-populistas que se habían desarrollado a partir de finales del siglo XIX en el Imperio alemán bajo la influencia del Romanticismo Nacional, fueron reorganizados a lo largo de líneas propagandísticas después de la derrota alemana en la Primera Guerra Mundial. El término «la gente» (Volk) se fue politizando cada vez más y acabó siendo utilizado como bandera por las nuevas formas de nacionalismo étnico. Esta interpretación del movimiento se hizo común también en Austria.
Sin embargo, y al mismo tiempo, el término Volk también fue usado por los partidos socialistas alemanes de raíz internacionalista como un sinónimo para el proletariado. La prensa política de cariz izquierdista popularizó la idea de la «cultura popular», como la música folklórica, etc.
Desde la izquierda, estos elementos de la «folk-cultura» se extendieron hasta los partidos de las clases medias. Pero mientras que Volk podía significar el «pueblo» entre la izquierda (con un sentido de pueblo llano o estamentos no privilegiados en general), el término adoptó el significado de «raza» entre los partidos políticos de centro y derecha. Aunque el interés original del movimiento germánico místico fuera el renacimiento de tradiciones paganas (a menudo puesto en el contexto de esoterismo cuasi teosófico, tales como la Ariosofía), una preocupación marcada por la pureza de raza llegó a motivar sus vástagos más políticamente orientados, tales como la Germanenorden. Esta rama del movimiento völkisch rápidamente desarrolló un sentimiento hiper-nacionalista y antisemita.
Esta última organización era una sociedad secreta (fundada en Berlín en 1912) que requería que sus miembros demostraran que no poseían líneas de sangre no arias y una promesa de mantener esa pureza de sangre en sus matrimonios. Fue la organización que introdujo la esvástica al círculo político de la época. Sus miembros celebraban el solsticio de verano y otros festivales precristianos y estudiaban los eddas y las obras de místicos germanos. A partir de esta organización se originó la Sociedad Thule.
Otro movimiento völkisch del mismo tiempo es el Tatkreis (Círculo de Acción), movimiento que surgió durante la República de Weimar y se oponía fuertemente a ésta. El Tatkreist estaba fuertemente influido por el nacionalismo y el conservadurismo revolucionario y luchaba por «la libertad y el renacimiento de Alemania». Esta organización se formó alrededor de la publicación Die Ta (La Acción) y sirvió, bajo la dirección de Hans Zehrer, como centro de aglutinación a sectores de extrema derecha que, posteriormente, se opusieron a Hitler, incluyendo a pensadores y escritores políticos tales como Kurt von Schleicher y Gregor Strasser (ambos asesinados por esa oposición en la Noche de los cuchillos largos).

## La conexión con el nazismo
Según Nicholas Goodrick-Clarke, existe toda una mitología exagerada alrededor de la supuesta influencia que dentro del Partido Nazi tuvo un grupo völkisch: el Thule-Gesellschaft (Sociedad de Thule), que fue fundado el 17 de agosto de 1918 por Rudolf von Sebottendorff.
Su nombre original era Studiengruppe für Germanisches Altertum (Grupo de Estudio para la Antigüedad Germánica), que luego comenzó a diseminar propaganda antirrepublicana y antisemita. En enero de 1919 la Sociedad de Thule contribuyó decisivamente a la fundación del DAP que luego sería el NSDAP. Hitler a final de ese mismo año intentó acabar con esos círculos de poder y la Sociedad Thule fue disuelta unos años más tarde.
Esta sociedad no contaba en sus filas con ningún jerarca del partido y se prohibió a los funcionarios nazis cualquier participación en sociedades secretas. Adolf Hitler nunca fue miembro, mientras que Rudolf Hess y Alfred Rosenberg solo visitaban la Sociedad Thule en los primeros años de su militancia en el NSDAP.
En junio o julio de 1919 Karl Mayr, superior de Hitler en el ejército, le envió a un curso que lo formaría para elaborar propaganda antibolchevique. Los profesores eran nacionalistas alemanes o völkisch y abiertamente antisemitas. Este tipo de mensajes alentaron a Hitler. Un día, uno de los concurrentes al curso quiso defender a los judíos y Hitler le replicó, consiguiendo la aprobación de la mayoría de los asistentes.
La cruz gamada, un símbolo usado por los grupos völkisch, fue incluida en la bandera del Partido Nazi. Friedrich Krohn, un dentista de Starnberg coleccionista de literatura völkisch, propuso inclinar la cruz gamada hacia la izquierda. La idea de ponerla en un círculo fue del propio Hitler.
Dietrich Eckart, escritor, redactor jefe del Volkischer Beobatcher entre 1921 y 1923 y miembro de la Sociedad Thule, fue amigo y mentor de Hitler.
El miembro de la Sociedad Thule Anton Drexler le regaló a Hitler su libro Mi despertar político.
Hacia 1922 en la tarjeta de identificación de los miembros del Partido Nazi se incluyó una lista de 43 libros recomendados, entre los cuales había obras de poetas völkisch como Bogislav von Selchow o Franz Schrönghamer-Heimdal y tres libros del ideólogo völkisch Gottfried Feder (referencia de los nazis en economía).
En su obra Mi lucha, Hitler declaró que su intención era llevar a cabo una política völkisch y nacionalsocialista.
En Mi lucha, Hitler aprovechó los comentarios a una ponencia sobre economía del ideólogo völkisch Gottfried Feder para establecer una diferencia entre los programáticos y los políticos. Según él, el programático establecía unos objetivos y el político aspiraba a realizarlos. En su obra Hitler propuso un Estado völkisch que diferenciase a sus habitantes en tres grupos: ciudadanos, súbditos y extranjeros. El nacimiento haría a la persona súbdito, pero se necesitaría hacer el servicio militar para ser ciudadano. Tomó la idea de Feder de que se podía perder la ciudadanía si la persona ya no era considerada digna de ella. Esta diferencia entre ciudadanos y súbditos se reflejó en las Leyes de Núremberg de 1935. Hitler escribió la introducción del libro El Estado alemán sobre bases nacionales y sociales (1923) de Feder, calificándolo de catecismo del movimiento nazi.
Cuando Hitler habla de Johann Wolfgang von Goethe en Mi lucha, reproduce los argumentos del libelo antisemita Goethe y los judíos, escrito por el pastor evangélico völkisch Max Maurenbrecher.
En Mi lucha también explicó que el Estado völkisch debía hacer de la cuestión racial algo central de la vida general y velar por la conservación de la pureza racial.
En 1923 Alfred Rosenberg publicó Los protocolos de los sabios de Sión y la política mundial judía. Dijo que el motivo de escribir este libro fue "pararles los pies de una vez por todas a los destructores del pensamiento estatal völkisch".
Según el académico Victor Klemperer, Hitler rechazaba los aspectos folclóricos völkisch al tiempo que adoptaba algunos de sus objetivos en la causa nacionalsocialista. Las tensiones que hubo entre los escritores völkisch y los nazis se debieron a que los segundos querían el monopolio ideológico sobre el nacionalismo racista.
Joseph Goebbels afirmó públicamente en la concentración de Núremberg de 1927 que si el movimiento populista (völkisch) hubiera entendido su verdadero poder habría obtenido la victoria en la revolución del 9 de noviembre de 1918 (la revolución comunista fracasada, conocida como movimiento espartaquista, que trajo el final de la monarquía alemana). Adicionalmente la «ciencia» racial de los nazis fue expresada en términos völkisch. Así, por ejemplo Eugen Fischer, rector de la Universidad de Berlín, entregó un discurso inaugural titulado «La concepción del estado Volkisch desde el punto de vista de la biología».

## Citas y referencias
1. ↑  Lebourg, Nicolas; Todd, Jane Marie (2017). Far-right politics in Europe. ISBN 978-0-674-97846-1. OCLC 979560556. Consultado el 26 de febrero de 2023.
2. ↑  Longerich, Peter (14 de abril de 2010). Holocaust: The Nazi Persecution and Murder of the Jews (en inglés). OUP Oxford. ISBN 978-0-19-161347-0. Consultado el 26 de febrero de 2023.
3. ↑  Mazal Holocaust Collection, Joseph W. (2000). A history of Nazi Germany : 1919-1945 (2nd ed edición). Burnham. ISBN 0-8304-1567-X. OCLC 42393576. Consultado el 26 de febrero de 2023.
4. ↑  James Webb. 1976. The Occult Establishment. La Salle, Ill: Open Court ISBN 0-87548-434-4 pp 276 – 277
5. ↑   Incluyendo vegetarianismo, nudismo y medicina natural, junto a una oposición al uso de animales en experimentos, etcétera. Ver George S. Williamson: The longing for myth in Germany: religion and aesthetic culture from romanticism to Nietzsche
6. ↑  Dohe, Carrie B. (2016). Jung's wandering archetype : race and religion in analytical psychology. Routledge. ISBN 978-1-315-71346-5. OCLC 954617531. Consultado el 26 de febrero de 2023.
7. ↑  Koehne, Samuel (2014-12). «Were the National Socialists a Völkisch Party? Paganism, Christianity, and the Nazi Christmas». Central European History (en inglés) 47 (4): 760-790. ISSN 0008-9389. doi:10.1017/S0008938914001897. Consultado el 26 de febrero de 2023.
8. ↑  Lutzhöft, Hans-Jürgen ([©1971]). Der Nordische Gedanke in Deutschland 1920-1940.. E. Klett. ISBN 3-12-905470-7. OCLC 394421. Consultado el 26 de febrero de 2023.
9. ↑  Petteri Pietikainen, "The Volk and Its Unconscious: Jung, Hauer and the 'German Revolution'" Journal of Contemporary History 35.4 (October 2000: 523-539) p. 524
10. 1 2  Hans Jürgen Lutzhöft (1971):Der Nordische Gedanke in Deutschland 1920-1940. Stuttgart. Ernst Klett Verlag, p. 19.
11. ↑  Mazal Holocaust Collection, Christopher (2005). Race and the Third Reich : linguistics, racial anthropology and genetics in the dialectic of Volk. Polity. ISBN 0-7456-3176-2. OCLC 58050718. Consultado el 26 de febrero de 2023.
12. ↑   Transatlantic Intelligencer: "The Ummah and das Volk: On the Islamist and "Völkisch" Ideologies ": accessed 7 September 2010
13. ↑  Todas las notas en esta sección se refieren a la traducción al inglés por W. Ashton Ellis: The Art-Work of the Future, and other works, Lincoln and London, 1993 ISBN 0-8032-9752-1.
14. ↑  Wagner (1993), p. 69
15. ↑  Wagner (1993), p. 77
16. ↑   (1993), p. 195-6
17. ↑   Newman (1976) pp 253-4
18. ↑   Rudolf G. Ardelt, Zwischen Demoktratie und Faschismus: Deutschnationales Gedankengut in Österreich, 1919-1930 (Vienna and Salzburg) 1972.
19. ↑  George L. Mosse, The Crisis of German Ideology: Intellectual Origins of the Third Reich (London: Weidenfeld and Nicholson) 1966.- Mosse percibe esto en el contexto de una rebelión más amplia contra la «modernidad», enfatizando y contrastando la vida sana rural al materialismo corrupto de las ciudades. Mosse traza esa difusión desde círculos izquierdistas a sectores medios a través de la incorporación de motivos volkisch en libros de texto, novelas, etc.
20. ↑  (Goodrick-Clarke 1985: 150, 221)
21. ↑  (Goodrick-Clarke 1985: 149, 201)
22. ↑  Kellerhoff, 2016, pp. 87-88.
23. ↑  Kellerhoff, 2016, p. 44.
24. ↑  Kellerhoff, 2016, p. 63.
25. ↑  Kellerhoff, 2016, p. 60.
26. ↑  Kellerhoff, 2016, pp. 59-60.
27. ↑  Kellerhoff, 2016, pp. 21-22.
28. ↑  Kellerhoff, 2016, p. 33.
29. ↑  Kellerhoff, 2016, p. 45.
30. ↑  Kellerhoff, 2016, p. 74.
31. ↑  Kellerhoff, 2016, p. 66.
32. ↑  Kellerhoff, 2016, p. 73.
33. ↑  Kellerhoff, 2016, p. 68.
34. ↑  Tourlamain, 2014, p. 145.
35. ↑   Ver, por ejemplo: Franz Weidenreich en Science New Series, 104No. 2704 (Octubre 1946:399).